# Henri Barbusse
Henri Barbusse (født 17. maj 1873 i Asnières-sur-Seine, død 30. august 1935 i Moskva) var en fransk forfatter, der i 1916 fik Goncourtprisen for romanen Le Feu (da: Ilden).

## Værker oversat til dansk
- Ilden (1919)
- Verden venter (1919)